# NGC 6324
NGC 6324 је спирална галаксија у сазвежђу Мали медвед која се налази на NGC листи објеката дубоког неба.
Деклинација објекта је + 75° 24' 28" а ректасцензија 17h 5m 25,3s. Привидна величина (магнитуда) објекта NGC 6324 износи 12,9 а фотографска магнитуда 13,7. NGC 6324 је још познат и под ознакама UGC 10725, MCG 13-12-16, CGCG 355-25, IRAS 17070+7528, ARAK 517, KAZ 120, PGC 59583.